# Bitwa pod Châteauguay
Bitwa pod Châteauguay – bitwa wojny brytyjsko-amerykańskiej 1812 roku, która odbyła się w drugim roku wojny 25 października 1813, pod miastem Châteauguay
4000 osobowy oddział wojska amerykańskiego dowodzonego przez generała Wade Hamptona wyruszył znad jeziora Champlain w kierunku Montrealu by tam połączyć się z siłami pod dowództwem Jamesa Wilkinsona. Ostatecznym planem było zdobycie Montrealu, które mogło się powieść dzięki znacznej przewadze liczebnej połączonych armii. Na spotkanie Hamptona wyszedł kanadyjski pułkownik Charles de Salaberry z niewielkim 500 osobowym oddziałem połączonych sił brytyjsko-indiańskich. Brytyjczycy, którzy mieli wielu informatorów wśród okolicznych farmerów, znakomicie orientowali się w poczynaniach wroga. Amerykanie mieli zaś niewielkie pojęcie o liczebności i zamiarach oddziału brytyjskiego. Brygada Hamptona posuwając się na wschód, niedaleko miasta Châteauguay napotkała barykadę bronioną przez niewielki oddział kanadyjskiej milicji. Oddział brytyjski rozlokowany był w pobliskim lesie. Bojowe okrzyki Indian rozchodzące się z różnych stron sprawiały wrażenie, że Amerykanie mają do czynienia z wielotysięczną armią. Hampton pozostawił 500 żołnierzy w celu zniszczenia barykady, a resztę swej jednostki wysłał, by uderzyła z flanki na Brytyjczyków. W tym czasie Brytyjczycy szybkim szturmem rozproszyli oddział zajęty burzeniem barykady, podczas gdy Indianie związali znaczną część wojska w indywidualnych potyczkach. Połączone oddziały wkrótce wycofały się z pola walki, pozostawiając niewielu zabitych. Oddział amerykański nie został rozbity, lecz tylko rozproszony i zdezorganizowany. W wyniku tej bitwy Hampton nie zdążył na czas połączyć się z Wilkinsonem, który zmuszony był przyjąć bitwę pod farmą Cryslera bez dodatkowego wsparcia.